# Les Moutiers-en-Cinglais
Les Moutiers-en-Cinglais är en kommun i departementet Calvados i regionen Normandie i norra Frankrike. Kommunen ligger i kantonen Bretteville-sur-Laize som ligger i arrondissementet Caen. År 2022 hade Les Moutiers-en-Cinglais 528 invånare.

## Befolkningsutveckling
Antalet invånare i kommunen Les Moutiers-en-Cinglais
Referens:INSEE